# آیرون مانگر
آیرون مانگر (به انگلیسی: Iron Monger) یک شخصیت تخیلی و ابرتبه‌کار در کتاب‌های کامیک منتشر شده از مارول کامیکس می‌باشد. او توسط دنیس اونیل و لوک مک‌دانل برای اولین بار در مرد آهنی شماره ۱۶۳ام اکتبر ۱۹۸۲) خلق شد. چندین شخصیت مختلف زره سوداگر آهنی را به تن کرده‌اند که مهم‌ترین آن‌ها اوبادیا استین می‌باشد.
جف بریجز نقش این شخصیت را در فیلم سینمایی مرد آهنی (سال ۲۰۰۸) بازی کرده‌است.